# Watugede (Kemusu)
Watugede is een bestuurslaag in het regentschap Boyolali van de provincie Midden-Java, Indonesië. Watugede telt 2343 inwoners (volkstelling 2010).